# Poonam Pandey
Poonam Pandey (Bombai, 11 de març de 1991) és una actriu i model índia. És coneguda per les seves fotos de nus. Va fer el seu debut a Bollywood a la pel·lícula Nasha el 2013.

## Trajectòria
Pandey va començar la seva carrera com a model, després es va convertir en una de les nou millors concursants del concurs Gladrags Manhunt and Megamodel Contest i va aparèixer a la portada de la mateixa revista.
Es va fer popular per mitjà dels seus comptes a les xarxes socials com ara Twitter, on va publicar fotos seminues que van ser objecte d'una atenció notable als mitjans de comunicació. Va prometre despullar-se per a homenatjar la selecció masculina de criquet de l'Índia si guanyava la Copa del Món de 2011. L'Índia va guanyar la Copa del Món, tanmateix Pandey va trencar la seva promesa a causa de la desaprovació pública. Més endavant va afirmar que la Junta de Control de Criquet de l'Índia li va negar el permís. Nogensmenys, va penjar un vídeo a la seva aplicació mòbil on es despullava a l'estadi Wankhede de Bombai. El 2012 va posar nua després que l'equip dels Kolkata Knight Riders guanyés l'Indian Premier League. També va publicar un vídeo sexual a Instagram on estava amb la seva parella, que després va esborrar.
Els cartells de Nasha, on apareixia nua però amb dos rètols que cobrien part del seu cos, van despertar polèmica i un grup de manifestants va incendiar-los el 20 de juliol de 2013 a Bombai. El secretari general del partit polític d'extrema dreta Shiv Sena es va oposar al fet que Pandey aparegués així al cartell de la pel·lícula i va explicar que «el trobem molt vulgar i despectiu i no permetrem aquest tipus de cartells».